# Comitato di Ung
Il comitato di Ung (in ungherese Ung vármegye, in slovacco Užská župa) è stato un antico comitato del Regno d'Ungheria, oggi situato a cavallo tra la Slovacchia, l'Ungheria e l'Ucraina occidentale. Capoluogo del comitato era Užhorod (in ungherese Ungvár).

## Geografia fisica
Il comitato di Ung confinava con il territorio austriaco della Galizia e con gli altri comitati di Bereg, Szabolcs e Zemplén. Il suo territorio, geograficamente facente parte della Rutenia subcarpatica, si estendeva tra i Carpazi a nord e il corso del Tibisco a sud. Il comitato deve il suo nome al fiume Už (in ungherese Ung, in slovacco Uh) che lo attraversa.

## Storia
In seguito al Trattato del Trianon (1920) l'intero comitato venne assegnato alla neonata Cecoslovacchia. Solamente la città di Záhony rimase sotto sovranità ungherese e divenne parte del nuovo comitato di Szabolcs-Ung.
Tra il settembre del 1938 e il marzo del 1939 la porzione cecoslovacca venne occupata dall'Ungheria a seguito del Primo arbitrato di Vienna e della dissoluzione della Cecoslovacchia ed il comitato venne ricostituito. Alla fine della Seconda guerra mondiale vennero ripristinati i confini ungheresi prebellici, ma gran parte (i 2/3 orientali) dell'antico comitato di Ung non fu più restituita alla Cecoslovacchia, bensì assegnata alla repubblica socialista sovietica dell'Ucraina, di cui ha seguito le sorti (oblast' della Transcarpazia). Il terzo occidentale fa oggi parte della Slovacchia (regione di Košice).
Dal secondo dopoguerra la parte rimasta ungherese ha formato parte della contea di Szabolcs-Szatmár, rinominata nel 1990 in Szabolcs-Szatmár-Bereg.